# Phaeochila
Phaeochila is een geslacht van wantsen uit de familie van de Tingidae (Netwantsen). Het geslacht werd voor het eerst wetenschappelijk beschreven door Drake & Hambleton in 1945.

## Soorten
Het genus is monotypisch en bevat alleen de volgende soort:

- Phaeochila hirta (Monte, 1940)